# Antonio Giovanni da Burgio
Antonio Giovanni da Burgio (egyes forrásokban Giovanni Antonio Da Burgio, magyarosan Burgio János Antal báró), (1485. után – 1538. k.) szicíliai báró, pápai legátus. Normann eredetű catania-i nemesi családból való, őseit II. Roger szicíliai királyig vezette vissza. A jogtudományok doktora, diplomata, az Apostoli Szentszék első magyarországi nunciusa 1524-1526. között. Küldetését Budán, a királyi udvarban a mohácsi csatavesztésig látta el, majd Mária királynét kísérte a Pozsonyi várba. VII. Kelemen pápa bizalmi embere, II. Lajos királynak haláláig pártfogója volt.

## Életpályája
Születésének helye és ideje ismeretlen. Mivel a családi birtok összezsugorodott, a Szicíliát birtokló spanyolok szolgálatába lépett, és ezzel annyira magára haragította honfitársait, hogy az 1522-es felkeléskor birtokát feldúlták. Családját hátrahagyva Rómába menekült, és a pápai diplomácia szolgálatába állt. Rövid római tartózkodás után VI. Adorján pápa 1523-ban, de Vio bíboros, pápai legátus kíséretében Magyarországra küldte. Sikerült elnyernie úgy a vendéglátó magyarok, mint a Szentszék bizalmát. Habár világi személy volt, az új pápa, VII. Kelemen kinevezte pápai nunciusnak a magyar királyi udvar mellé. Az általános felbomlás közepette, amely a mohácsi vészt közvetlenül megelőzte, foglalta el rendkívül fontos állását, és nagy buzgalommal karolta fel az ország érdekeit. Sokat tett Magyarország megerősítéséért, és a külföldi követek közül ő és Laurentio de Campeggio voltak azok akik az országban dúló anarchia súlyosságát és a török veszélyt felmérték. Tanáccsal, tettel támogatta II. Lajost, tevékenységre buzdította a főurakat és egyesíteni igyekezett a nemzetet. Köztiszteletet vívott ki magának lelkiismeretes erőfeszítései miatt és 1526-ig jelentős szerepet vállalt az ország megerősítésében és a pápától kapott ötvenezer aranyból több ezer spanyol, morva és cseh zsoldost toborzott. Baráti viszonyba került Tomori Pál kalocsai érsekkel és Brodarics Istvánnal, akik a legaktívabban szervezték a török-elleni védelmi rendszert. Amikor a rendek 1525-ben a rákosi és hatvani országgyűléseken zajongva követelték a királytól a császári és velencei követek eltávolítását, de Burgio ellen nem emeltek szót. Burgio pápai pénzen Morvaországban és Sziléziában zsoldosokat szerzett. Jelentékeny pénzösszeggel támogatta a királyt is. Amíg II. Lajos a hadainak élén a török ellen vonult, ő Budán maradt s tevékenységét folytatta. Jelentéseiben pontosan és elfogulatlanul vázolja fel Magyarország belpolitikai helyzetét, ahonnét a pártatlanság és az összefogás szinte kiveszett. Komoly szerepe volt a megszilárdítási kísérletben, melyet segítettek a Habsburgok, akik elejét akarták venni a szlovén birtokaikat folytonosan érintő török támadásoknak, de az együttműködésen rések keletkeztek, melynek Mária királyné is kiváltó oka volt. Mária támogatta a kormányzásban férjét, de saját hatalmát is igyekezett kiépíteni (részben azért is, mert maga is erősíteni kívánta az országot). 1522-ben kapta meg a királynéi birtokokat, a zólyomi ispánsággal és a körmöci kamarával. Körmöcön a Thurzó-Fugger cég kapott bérletet. Thurzó Elek, aki Habsburg-párti volt 1524-ben felmondta a bérletet, amiért Mária azt akarta bizonyítani a rendek előtt, hogy Thurzó és a Fuggerek megkárosították az országot. Kezére járt a királynénak a Thurzó és az új osztrák követ Hans Schneidpöck közti ellentét. Schneidpöcköt Thurzó megvádolta Ferdinándnál, aki azzal védekezett, hogy a királyné utasítása szerint kellett eljárnia, s állandóan hivatkozott a Thurzó és Fugger által okozott kárra.

A másik ok Brandenburgi György eladási ügye. Az őrgrófnak évjáradékot ígért a főherceg, mely elmaradt, ezért György el akarta adni szlavóniai várait egy Habsburg-párti horvátnak, Korbáviai János bánnak. Ebben de Burgio lett volna a közvetítő, míg a kezes feladatát Ferdinánd vállalta volna el. Az üzlet nem jött lére, és a szóban forgó várakat, köztük Varasdot a királyné vette meg. Kísérletet tettek Korbáviai háttérbe szorítására, többek között azzal, hogy helyettest adtak neki Tahi János személyében, akiben viszont Korbáviai ellenfelet látott, ezért sértve egyre jobban a Habsburgok felé fordult.
A mohácsi csatavesztés után Pozsonyba menekült. 1527-ben visszatért még Magyarországra, de már nem játszott komolyabb szerepet az ország politikai életében. 
1529-től hazatért Szicíliába, mint szentszéki nuncius.
1530 és 1532 között a világtörténelemre nagy hatást gyakorló tárgyalásokat vezetett Angliában VIII. Henrik udvarával. A tárgyalások kudarcba fulladtak, a siker nem de Burgion múlott. Ezután visszatért Szicíliába, ahol 1538-ban bekövetkezett haláláig pápai nunciusként tevékenykedett.